# Шанхайский выставочный центр
Шанхайский выставочный центр (кит. трад. 上海展览中心, пиньинь Shànghǎi Zhǎnlǎn Zhōngxīn или кит. трад. 上海展览馆, пиньинь Shànghǎi Zhǎnlǎn Guǎn) — выставочный и конференс-центр в Шанхае. Построен в 1955 году советскими специалистами (бывший Дом советско-китайской дружбы). По архитектуре напоминает аналогичное здание на ВДНХ в Москве. Последняя реставрация здания производилась в 2002 году. Место проведения всекитайских и международных конференций, а также заседаний местного законодательного органа.

## История
Место, где был построен Дом советско-китайской дружбы, принадлежал одному из самых богатых людей в Азии Сайласу Аарону Хардуну (1851—1931). Здесь на площади 10 га располагался его дом и сад, считавшийся самым большим частным садом в Шанхае. Во время Второй мировой войны поместье было занято японской армией. За время войны и после сад пришёл в упадок. В 1949 году с приходом коммунистов, наследники Хардуна покинули Шанхай, а поместье было конфисковано новыми властями. 
К открытию выставки, посвящённой достижениям СССР на этом месте было решено построить выставочный центр. Строительство началось 4 мая 1954 года и завершилось в следующем годы 5 марта. Выставка проходила с 15 марта по 15 мая 1955 года. 
В 1956 году новый комплекс стал площадкой для проведения первой конференции Шанхайского отделения КПК. Вплоть до 2011 года в здании проходили ежегодные парламентские слушания и другие крупные деловые встречи. 
Своё нынешнее имя — Шанхайский выставочный центр — здание получило в 1984 году. В 2002 году была проведена современная реконструкция. 

## Структура комплекса
Центральное здание, увенчанное шпилем с красной звездой, внешне напоминает здание Адмиралтейства в Санкт-Петербурге. Куполообразный холл под шпилем соединяет три крыла выставочного центра. К павильонам, названным при строительстве «Сельское хозяйство» и «Культура», ведут длинные коридоры, которые окаймляют площадь перед главным фасадом. На площади расположен музыкальный фонтан. 
К северу от центрального здания находится самая большая часть комплекса — бывший павильон «Промышленность». Это прямоугольное пространство размером 46×86 м, увенчанное сводчатой крышей. 
Северный фасад комплекса образует «Зал Дружбы», в котором находится зал для показа кино или театральных представлений. 

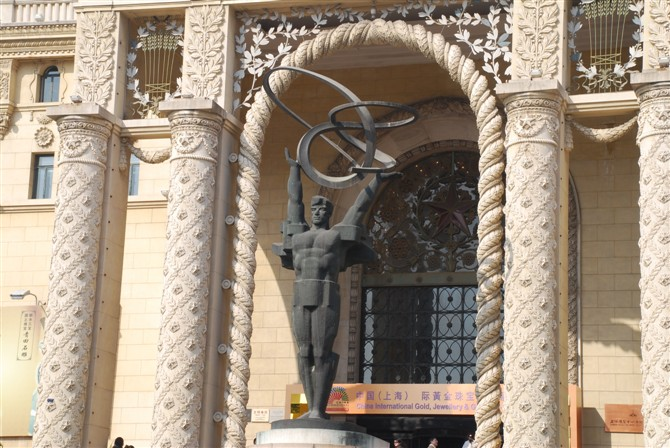
Скульптура у главного входа

## Художественное оформление
Выставочный центр был оформлен шанхайскими художниками. Здание украшено скульптурными барельефами. Перед главным входом изначально была установлена скульптура, изображающая советского и китайского рабочих с молотками в руках. После советско-китайского раскола скульптура была демонтирована и заменена на другую скульптуру рабочего.  